# 愛知商工連盟協同組合
愛知商工連盟協同組合（あいちしょうこうれんめいきょうどうくみあい、英語: Aichi Cooperative League of Commerce and Industry）は、愛知県名古屋市東区に本部を置く協同組合。

## 概要
労務・企業会計・共済・保険といった中小企業の総合コンサルタントおよび相談相手として1973年（昭和48年）発足。
2003年8月国際貢献の見地から外国人技能実習生受入を開始。これまでに受け入れた外国人技能実習生の数は、累計4,800名を超える。

### 本所
- 本部・国際部本部事務所
  - 〒461-0040 名古屋市東区矢田1-3-11 愛商連本部会館

### 支部
- 3カ所に支部を設置。

| 支部                 | 住所                                                   |
| -------------------- | ------------------------------------------------------ |
| 栄サテライトオフィス | 〒460-0008 名古屋市中区栄5丁目19番31号 T&Mビル2C       |
| 名北支部事務所       | 〒463-0002 名古屋市守山区中志段味字二ツ塚2224-3        |
| 国際部金山事務所     | 〒460-0022 名古屋市中区金山2-15-14 パックス金山ビル5階 |

## 沿革
- 1973年（昭和48年) - 中小企業等協同組合法により、愛知県知事の認可を受け、愛知商工連盟協同組合を設立[1]。
- 1989年（平成元年）- 愛知商工連盟協同組合本部会館 竣工。
- 2003年（平成15年）- 国際事業部設置、ベトナム人技能実習生受入れ事業開始。
- 2005年（平成17年）- 国際事業部設置、中国人実習生受入れ事業開始。
- 2013年（平成25年）- 事業計画に基づき多くの学識経験者を新たに顧問に加え、組合員の多様な相談に応ずる体制を強化する。事務局の支部制を廃止し事業部制へ移行するための準備を開始。中区栄に共同計算センターを設ける。
- 2016年（平成28年）- 一般財団法人日本情報経済社会推進協会（JIPDEC）よりプライバシーマーク付与事業者の認定を受ける。
- 2017年（平成29年）- 技能実習生制度の立法化と入管法の改正に伴い外国人技能実習生受け入れが監理事業として国の許可制となり、11月1日付で一般監理団体としての許可を受ける。（許1706000229）
- 2018年（平成30年）- 介護実習生監理業務が可能となる。